# 博迪纳耶卡努尔
博迪纳亚卡努尔（英語：Bodinayakkanur）是印度泰米尔纳德邦的一个小镇，被印度首任总理贾瓦哈拉尔·尼赫鲁亲切地称为“南方克什米尔”。该镇坐落在西高止山脉之中，拥有令人惊叹的瀑布、青翠的椰子林和精美的豆蔻种植园。尽管规模不大，但博迪纳亚卡努尔在泰米尔纳德邦的政治舞台上发挥了重要作用，是该邦12名现任首席部长中的2名的选区,

## 人口
该地2001年总人口73430人，其中男性36774人，女性36656人；0—6岁人口7404人，其中男3860人，女3544人；识字率71.15%，其中男性为78.04%，女性为64.23%。